# 남자 110m 허들 대한민국 기록 추이
남자 110m 허들 대한민국 기록 추이는 다음과 같다.
| # | 기록    | 바람 | 차이     | 선수   | 소속         | 날짜         | 대회명                                    | 개최지                | 경기장                                 | 주석 및 기타                |  |
|   | 14초 8  |      |          | 김영희 |              | 1973. 05. 12 | 제1회 아시아 친선 육상 경기 대회          | 대한민국 서울         | 서울 운동장                            | 종전 15초 2                 |  |
|   | 14초 98 |      |          | 송연식 |              | 1981. 10. 11 | 제62회 전국 체육 대회                     | 서울운동장            | 종전기록 15초 2                        |                             |  |
| ? | 14초 79 |      | - 0.19초 | 송연식 | 성균관대     | 1982. 10. 30 | 제36회 전국육상선수권대회                 | 서울운동장            | [ 3 ]                                  |                             |  |
|   | 14초 37 |      |          | 김진태 | 성균관대     | 1985. 04. 27 | 85 육상 시즌 오픈 기록회                  | 대한민국 서울         | 서울 운동장                            | 예선. 종전 14.60            |  |
|   | 14초 31 |      | - 0.06초 | 김진태 | 성균관대     | 1985. 04. 27 | 85 육상 시즌 오픈 기록회                  | 대한민국 서울         | 서울 운동장                            | 결선                        |  |
|   | 14초 04 |      |          | 김진태 | 성균관대     | 1985. 06. 08 | 제39회 전국남녀대학대항경기대회           | 대한민국 대전         | 대전 공설 운동장                       | 종전 14초 14                |  |
|   | 14초 00 |      | -        | 김진태 | 국군체육부대 | 1988. 09. 25 | 제24회 하계 올림픽                        | 대한민국 서울         |                                        |                             |  |
|   | 13초 95 |      | - 0.05초 | 이정호 | 한국체대     | 1994. 05. 14 | 제23회전국 종별 육상 선수권 대회          | 대한민국 서울         | 올림픽 주경기장                        | *종전 14초 00 (88년 김진태) |  |
| ? | 13초 76 |      |          | 박태경 |              | 2003. 08. 16 | 제22회 하계 유니버시아드                  | 대구                  | 종전 2002, 부산아시안게임. 13.89준결선 |                             |  |
|   | 13초 71 |      | - 0.05초 | 박태경 | 광주시청     | 2003. 09. 21 | 제15회 아시아 육상 선수권 대회            | 필리핀 마닐라         |                                        |                             |  |
|   | 13초 67 |      | - 0.04   | 박태경 | 광주시청     | 2006. 12. 12 | 제15회 아시안 게임                        |                       |                                        |                             |  |
|   | 13초 63 |      | - 0.04초 | 이정준 | 안양시청     | 2008. 04. 26 | 타이 오픈 육상 경기선수권대회             |                       | 1위, 종전 13초 67 박태경               |                             |  |
|   | 13초 56 |      | - 0.07초 | 이정준 | 안양시청     | 2008. 05. 17 | 제50회 동일본실업단대항육상경기선수권대회 | 일본 사이타마         | 1위                                    |                             |  |
|   | 13초 55 |      | - 0.01초 | 이정준 | 안양시청     | 2008. 08. 19 | 제29회 하계 올림픽                        | 중화인민공화국 베이징 |                                        | 예선 2라운드 6위            |  |
|   | 13초 53 |      | - 0.02초 | 이정준 | 안양시청     | 2008. 09. 25 | 2008 대구국제육상경기대회                 | 대한민국 대구         | 대구 스타디움                          | 2위                         |  |
|   | 13초 48 |      | - 0.05초 | 박태경 |              | 2010. 11. 24 | 제16회 아시안 게임                        | 중화인민공화국 광저우 | 광둥 올림픽 스타디움                   | * 3위.                      |  |

## 같이 보기
- 남자 110m 허들 세계 기록 추이